# M37 105mm自走榴弾砲
M37 105mm自走榴弾砲（エム37 105ミリメートルじそうりゅうだんほう、英語：M37 105 mm Howitzer Motor Carriage）は、アメリカ陸軍の自走榴弾砲である。

## 概要
アメリカ陸軍ではM24軽戦車の車体を用いて各種自走砲を開発する「ライト・コンバット・チーム」構想を立案、その一環としてM7自走砲の後継車両としての105mm自走榴弾砲型が開発された。
これがT76で、砲塔を取り外したM24軽戦車の車体上に後部の機関室にまで渡る箱型のオープントップ式戦闘室を設け、前部中央に105mm榴弾砲M4を装備、右前部に対空用のリングマウントを設け12.7mm重機関銃M2を装備した。
主砲の最大仰角は42.8度で射程は11.16kmと、M7の最大仰角35度、射程10.4kmを上回り、さらに搭載砲弾数は126発で、M7の69発と比べ大幅に増加した。
T76は1945年1月にM37 HMC（Howitzer Motor Carriage）として制式化され10月までに316両が生産されたが、第二次世界大戦には間に合わず朝鮮戦争で使用された。
アメリカの同盟国へも提供され、スペイン陸軍が1957年より28両を主力自走砲の一つとして1970年まで使用した。

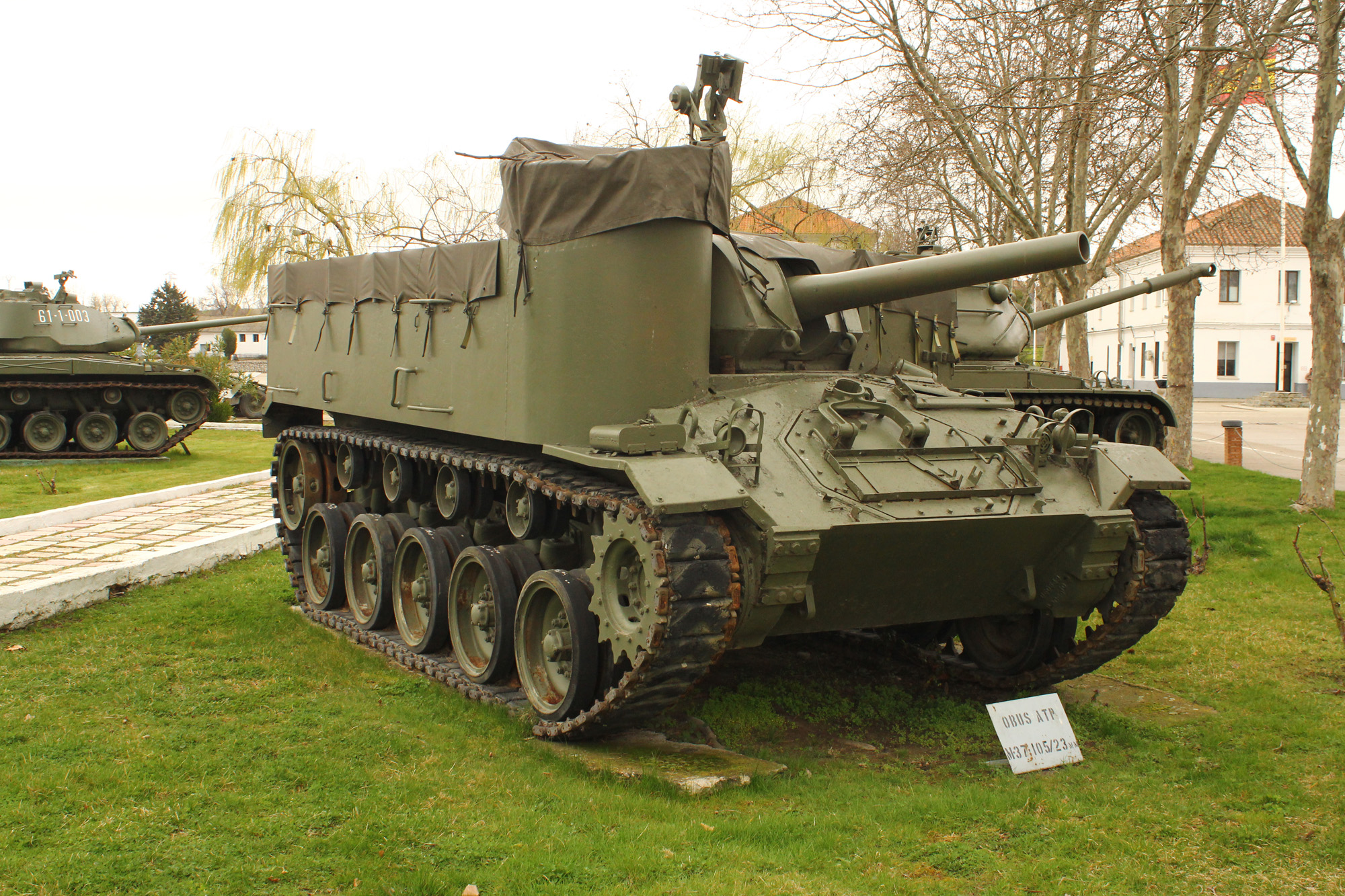
スペイン軍が使用していたM37 スペイン、マドリード郊外のエル・ホロソ装甲部隊博物館（Museo de Unidades Acorazadas de El Goloso）の展示車両 （2013年3月の撮影）

## 日本におけるM37
M37は、M24戦車と共に陸上自衛隊に同じくM24の派生型であるM19対空自走砲とあわせて供与される計画があったが、防衛庁（当時）がM24戦車を基に独自の105mm自走砲を国産開発する計画を立てたため、少数が「参考用」として供与されたに留まった。
技術解析と各種の試験に用いられたM37は用途廃止後に処分されたが、スクラップとして払い下げられたものを復元した車両が民間企業によって現在も保管されている（一般展示などはされていない）。

## 4.2 inch Mortar Carrier T38
アメリカ軍は前述の「ライト・コンバット・チーム」構想の一環として本車と共通の車体を用いてM2 107mm迫撃砲を搭載した自走迫撃砲であるT38 MC(Mortar Carrier)も開発した。
T38は備砲と弾薬ラック以外はM37と共通だが、砲を前方に突き出す必要がないため砲郭部が無く、戦闘室前面には砲を下ろして地上で運用する際のために迫撃砲の底版が搭載されている。
T38は大戦終結後の1945年9月より開発作業が開始されたが、1950年の試験終了をもって開発が打ち切りとなり、試作車が製作されたのみである。

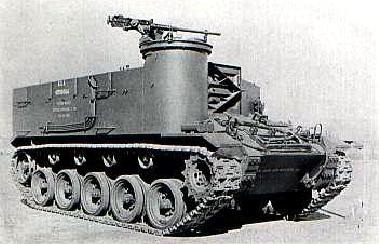
4.2 inch Mortar Carrier T38

## 登場作品

### ゲーム
『R.U.S.E.』
アメリカの自走砲として登場。
『World of Tanks』
アメリカ自走砲「M37」として開発可能。

### 映画
『パットン大戦車軍団』
アメリカ軍の自走榴弾砲として登場。撮影に使用されたのは、スペイン陸軍が所有していた実物である。